# Авадово
Авадово — село в Краснинському району Смоленської області Росії. Входить до складу Волоїдівського сільського поселення. Населення — 25 жителів (2007).
Розташоване в західній частині області за 12 км на південний схід від смт Красний, за 15 км на південь від автодороги Р135 (Смоленськ — Красний — Гусино). За 32 км на північ села розташована залізнична станція Веліна на лінії Москва — Мінськ.

## Історія
У роки Німецько-радянської війни село було окуповано гітлерівськими військами в липні 1941 року, звільнено у вересні 1943 року.